# Dichocera dichoceroides
Dichocera dichoceroides là một loài ruồi trong họ Tachinidae.